# Хілена
Хілена (ісп. Gilena) — муніципалітет в Іспанії, у складі автономної спільноти Андалусія, у провінції Севілья. Населення — 3960 осіб (2010).
Муніципалітет розташований на відстані близько 370 км на південь від Мадрида, 95 км на схід від Севільї.

## Демографія
Динаміка населення (INE ):

## Галерея зображень

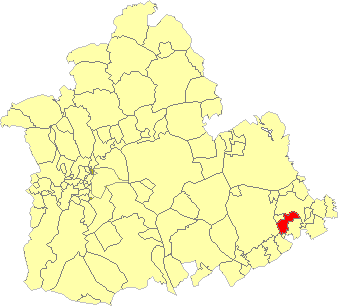
Розташування муніципалітету Хілена у провінції Севілья
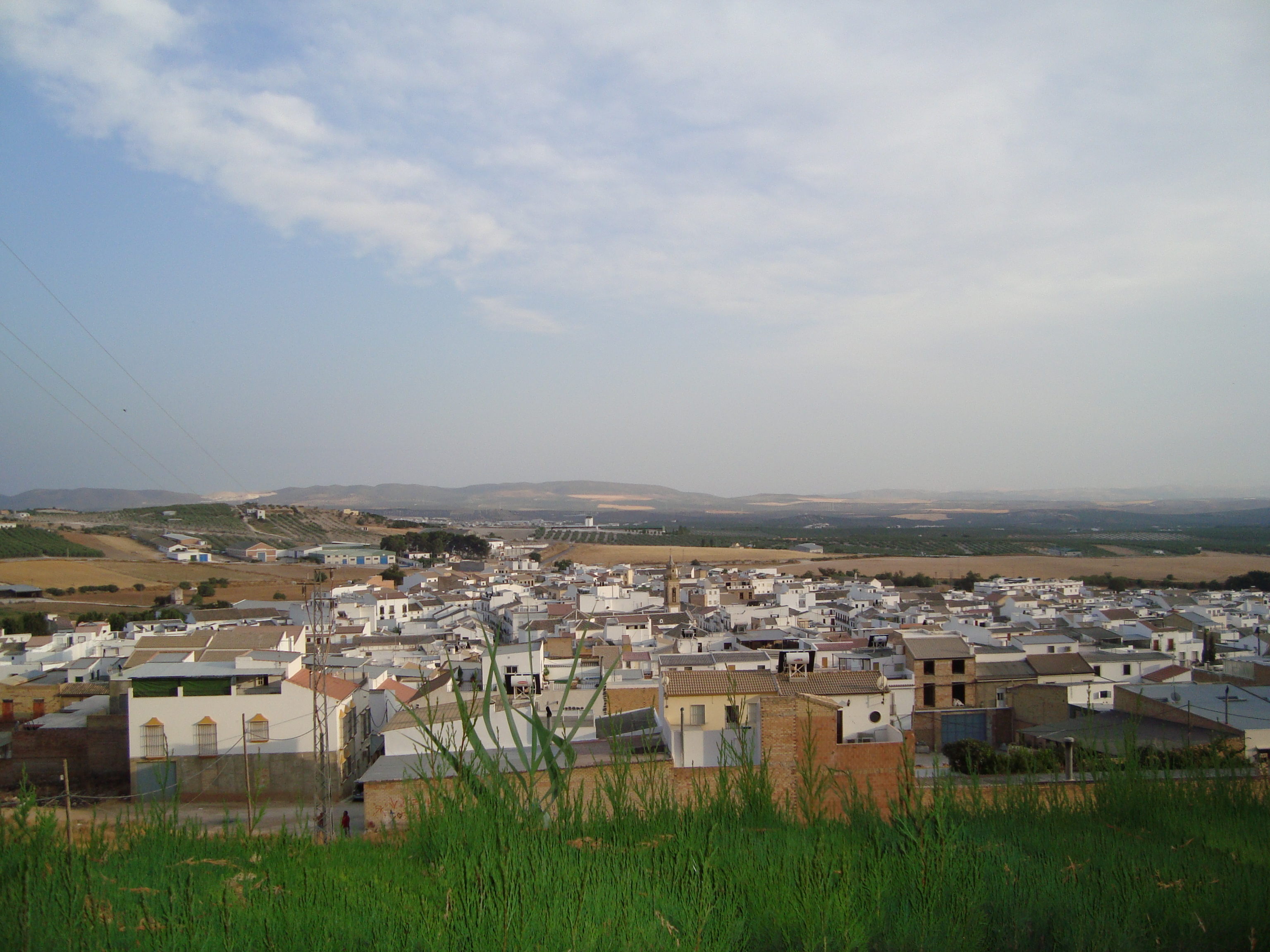
Хілена